# Lupinin
Lupinin ist ein Bitterstoff aus der Stoffgruppe der Chinolizidin-Alkaloide.

## Vorkommen

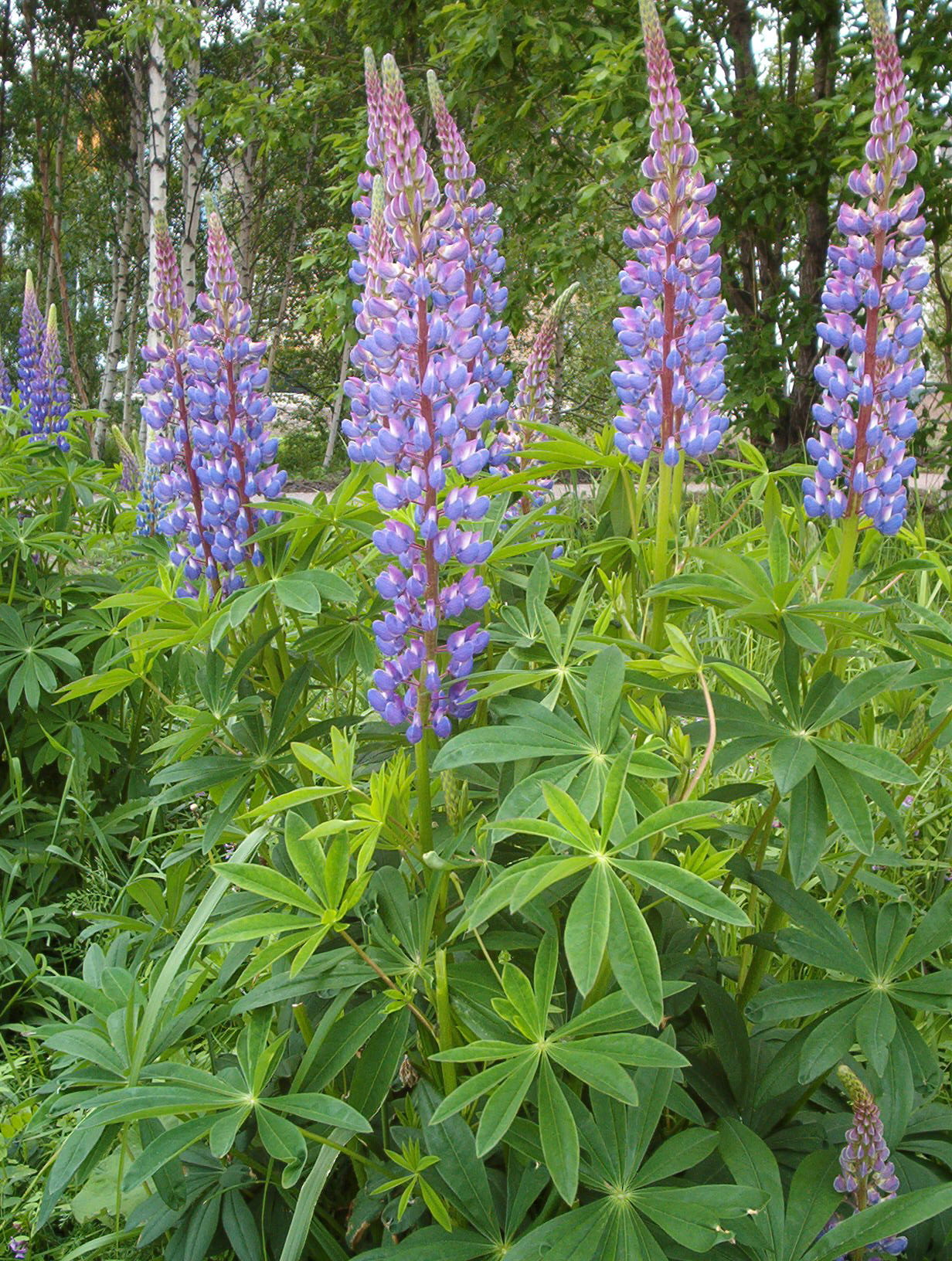
Die Samen der aus Nordamerika stammenden Wolfsbohne (Lupinus polyphyllus) enthält Lupinin

Lupinin kommt unter anderem in den Samen der aus Nordamerika stammenden Wolfsbohne (Lupinus polyphyllus, Lupinen) vor.

## Gewinnung und Darstellung
Lupinin kann sowohl aus natürlichen Quellen gewonnen als auch auf synthetischem Weg hergestellt werden.

## Eigenschaften

### Toxikologie
Lupinin kann den Tod durch Atemlähmung verursachen.

### Physikalische Eigenschaften
Optische Aktivität α: −19,5° (10 g/l, gemessen in Ethanol, Wellenlänge: 589 nm, Resonanzfrequenz: 509 THz)